# Nuria Brancaccio
Nuria Brancaccio (ur. 24 czerwca 2000) w Torre del Greco – włoska tenisistka.

## Kariera tenisowa
W karierze wygrała pięć singlowych i cztery deblowe turnieje rangi ITF. 14 sierpnia 2023 zajmowała najwyższe miejsce w rankingu singlowym WTA Tour – 167. pozycję, natomiast 21 kwietnia 2025 osiągnęła najwyższą lokatę w deblu – 128. miejsce.
Jej brat Raul również jest tenisistą.

## Finały turniejów WTA 125
| Legenda                   | Legenda |
| ------------------------- | ------- |
| Wielki Szlem              |         |
| Igrzyska olimpijskie      |         |
| WTA Tour Championships    |         |
| od 2021                   |         |
| WTA 1000 (obowiązkowe)    |         |
| WTA 1000 (nieobowiązkowe) |         |
| WTA 500                   |         |
| WTA 250                   |         |
| WTA 125                   |         |

### Gra pojedyncza 1 (0–1)
| Końcowy wynik | Nr | Data             | Turniej | Nawierzchnia | Przeciwniczka | Wynik finału |
| ------------- | -- | ---------------- | ------- | ------------ | ------------- | ------------ |
| Finalistka    | 1. | 11 września 2022 | Bari    | Ceglana      | Julia Grabher | 4:6, 2:6     |

### Gra podwójna 3 (3–0)
| Końcowy wynik | Nr | Data              | Turniej    | Nawierzchnia | Partnerka           | Przeciwniczki                     | Wynik finału   |
| ------------- | -- | ----------------- | ---------- | ------------ | ------------------- | --------------------------------- | -------------- |
| Zwyciężczyni  | 1. | 15 września 2024  | Lublana    | Ceglana      | Leyre Romero Gormaz | Lina Ǵorčeska Jil Teichmann       | 5:7, 7:5, 10–7 |
| Zwyciężczyni  | 2. | 2 listopada 2024  | Santa Cruz | Ceglana      | Leyre Romero Gormaz | Aliona Bolsova Wałerija Strachowa | 6:4, 6:4       |
| Zwyciężczyni  | 3. | 23 listopada 2024 | Charleston | Twarda       | Leyre Romero Gormaz | Kayla Cross Liv Hovde             | 7:6(6), 6:2    |

## Wygrane turnieje rangi ITF
| turnieje z pulą nagród 100 000 $ (W100)  |
| turnieje z pulą nagród 80 000 $ (W80)    |
| turnieje z pulą nagród 60 000 $ (W75)    |
| turnieje z pulą nagród 40 000 $ (W50)    |
| turnieje z pulą nagród 25/30 000 $ (W35) |

### Gra pojedyncza
|    | Data       | Turniej      | Naw.    | Przeciwniczka     | Wynik            |
| 1. | 07/03/2021 | Antalya      | Ceglana | Jang Su-jeong     | 7:5, 6:4         |
| 2. | 15/01/2023 | Buenos Aires | Ceglana | Julia Riera       | 6:4, 4:6, 7:5    |
| 3. | 30/06/2024 | Tarvisio     | Ceglana | Dalila Spiteri    | 6:4, 6:2         |
| 4. | 07/07/2024 | Rzym         | Ceglana | Varvara Lepchenko | 7:6(6), 6:1      |
| 5. | 27/04/2024 | Pula         | Ceglana | Nastasja Schunk   | 6:7(2), 6:4, 6:1 |